# Eolorica
Eolorica là một chi tuyệt chủng của ngành loricifera từ giữa kỷ Cambri, Hệ tầng Deadwood của Saskatchewan, Canada, được bảo tồn như một Hóa thạch nhỏ kỷ Carbon.